# 학당
학당(學堂)은 고려 말기부터 설치되었던 학교이다.

## 고려의 학당
지방의 향교(鄕校)에 대하여 중앙의 각 부에 두었다. 이 제도는 중국에도 없었던 것으로 고려 말 유학 진흥의 현실적 요청에서 설치하여 조선 시대에 발전을 보았던 기관으로 향교와 달리 문선왕묘(文宣王廟)가 없는 것이 특징이다.
학당은 1261년(고려 원종 2)에 동·서의 두 학당(學堂)을 처음으로 설치하여 각각 별감(別監)을 두고 가르친 것이 그 처음이다. 그 뒤에 유교가 불교에 대신하여 사상계를 지배하게 되자 개경의 각 부에 학당을 설치하여 5부 학당(五部學堂)으로 정비 강화되었다.

## 조선의 학당
조선에 들어와서도 고려의 제도를 답습하여 서울을 동·서·중·남·북의 5부로 나누고 여기에 각각 학교를 하나씩 설치하여 5부 학당이라고 하였다. 처음에는 학사(學舍 : 학당 건물)가 없어서 대부분은 사원(寺院)을 이용하였으나, 1411년(조선 태종 11)에 처음으로 남부 학당이 이룩됨을 계기로 이후 나머지도 모두 건물을 갖게 되었다. 그러나 북부 학당(北部學堂)은 여러 차례 설치하려고 하였으나 끝내 설치를 보지 못하고, 1445~6년(세종 27~8)경에 폐지되어 4부 학당(四部學堂)만이 존속을 보았다. 보통 이를 4학(四學)이라고도 한다. 일설에 따르면 조선에 들어와서는 처음부터 5부 학당은 설치를 보지 못하고 4부 학당만이 있었다고도 한다.
그러나 임권의 묘갈명에 의하면 임권의 생애 초반에도 북부학당이 존속했다 한다. 소세양은 소년시절 북부학당에서 임권과 임추 형제를 만나 교류하다가 오랜 친구가 되었다는 것이다.

### 학당의 운용
학당은 재사(齋舍 : 기숙사) 제도를 마련하고, 그 운영은 국가에서 부담하였다. 국가에서는 학생을 교육하기 위하여 학전(學田)·노비(奴婢)·잡물(雜物) 등을 사급(賜給)하였을 뿐만 아니라 전라북도 연안에 있는 여러 섬의 어장(漁場)을 주어 그 세(稅)로서 비용을 충당케 하였다.
처음에는 교수 2인, 훈도(訓導) 2인을 두고 성균관 직원으로 겸직케 하였으나, 후에는 각 1인씩을 감하여 겸직을 없앴다. 그리고 수업 상태를 감독하기 위하여 예조(禮曹)와 사헌부(司憲府)에서 부단히 감독하고 있었다.

### 학당의 입학 자격과 교육 목표
학당의 입학 자격은 양반과 서인의 자제로, 학령(學令)은 소학(小學)으로 정하여, 입학하면 소학부터 암송케 했으며 5일마다 시험을 치렀다. 예조에서는 달마다 시험을 치르고, 1년의 성적을 왕에게 보고하였다. 성적이 우수한 생도는 성균관에 진학시키는 것이 교육 목표였으나, 때로는 학당에서 생원시(生員試)·육월회시(六月會試)·알성시(謁聖試)를 통하여 직접 생원·진사시의 회시(會試)에 갈 수도 있어서 뚜렷한 계통은 없었다. 학생 수는 백 명이었다.

### 임진왜란 이후의 상황
임진왜란 때 학당이 불타서 그 뒤 다시 건물을 세웠으나 학생 수가 격감되어 사실상 유명무실케 되어 내려왔다. 대한제국에서 관학이 부진하게 되자 외국인이 사학(私學)을 세웠을 때 이 이름을 따다 붙인 일이 있었으니, 배재학당·이화학당 등을 들 수 있다. 이들은 후에 학교로 개칭되었다. 배재학당과 몇몇 재단들은 아직도 재단 명에 학당을 쓰고 있다.

## 같이 보기
- 향교
- 학교
- 서당